# Alexander Howe
Alexander Howe (ur. 9 września 1989 w Gilford) – amerykański biathlonista.

## Osiągnięcia

### Mistrzostwa Europy
| Rok  | Miejscowość    | Konkurencje | Konkurencje | Konkurencje | Konkurencje | Konkurencje | Konkurencje | Konkurencje |
| Rok  | Miejscowość    | IN          | SP          | PU          | MS          | RL          | MR          | SR          |
| ---- | -------------- | ----------- | ----------- | ----------- | ----------- | ----------- | ----------- | ----------- |
| 2017 | Duszniki-Zdrój | 79.         | 59.         | 51.         | nd.         | nd.         | nd.         | nd.         |
| 2018 | Ridnaun        | DNS         | 53.         | 43.         | nd.         | nd.         | 17.         | nd.         |

### Puchar Świata

#### Miejsca w klasyfikacji generalnej
| Sezon     | Miejsce |
| --------- | ------- |
| 2017/2018 | -       |
| 2018/2019 | -       |